# Campionato del mondo rally 1987
Il campionato del mondo rally 1987 è stata la 15ª edizione del campionato del mondo rally organizzato dalla Federazione Internazionale dell'Automobile. Iniziata come al solito con il Rally di Monte Carlo e terminata con il Rally RAC, la stagione ha visto vincitore Juha Kankkunen alla guida di una Lancia Delta HF 4WD; la classifica costruttori è stata capeggiata dalla casa automobilistica italiana Lancia. L'unica differenza in calendario è lo spostamento dell'Olympus Rally da dicembre a giugno.

## La stagione

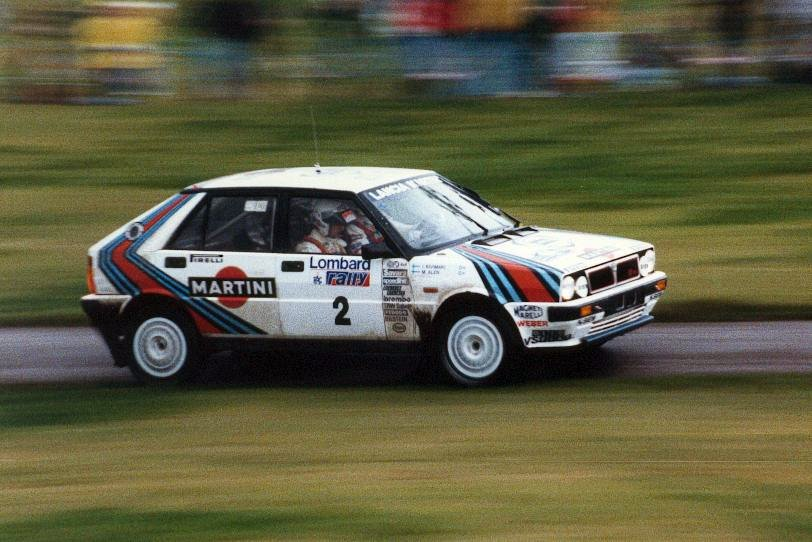
Markku Alén al Rally di Gran Bretagna sulla Lancia Delta HF 4WD campione del mondo costruttori

Il 1987 rappresenta l'inizio di una nuova era per il campionato del mondo rally. I due incidenti mortali che avevano funestato la precedente edizione del mondiale – con tre spettatori uccisi e oltre 30 feriti in Portogallo, e la scomparsa di Henri Toivonen e del suo copilota Sergio Cresto in Corsica –, portano la FISA per la stagione 1987 a bandire l'ormai estremo e pericoloso Gruppo B nonché ad abortire sul nascere il Gruppo S che, nei piani, avrebbe dovuto diventare da quest'anno la nuova categoria di vertice dei rallye.
Queste due categorie, pensate per dei prototipi da corsa, vengono sostituite dal Gruppo A formato al contrario da vetture derivate dalla produzione di serie, meno prestazionali ma più sicure; sarebbe rimasta questa la categoria di riferimento del mondiale rally per i successivi dieci anni – sino all'introduzione delle World Rally Car nel 1997. Sul piano regolamentare, viene invece mantenuta la politica di avere due prove non valide ai fini della classifica costruttori: quelli di Nuova Zelanda e Costa d'Avorio sono gli appuntamenti che nel 1987 assegnano punti esclusivamente per il titolo piloti.
Il cambio di categoria si riflette nelle gerarchie del lotto delle concorrenti. La Peugeot campione del mondo in carica, in difficoltà nello schierare un'auto di Gruppo A, sceglie di ritirarsi, mentre altre case commettono l'errore di presentarsi al via con vetture inadeguate perché troppo voluminose (Audi 200 quattro), a sole due ruote motrici (Renault 11 Turbo) o di poca potenza (Ford Sierra XR 4x4 e Mazda 323 4WD). In questo contesto non ha quindi grandi problemi a imporsi la Lancia con le Delta HF 4WD del Martini Racing, affidate ai finlandesi Markku Alén e Juha Kankkunen – quest'ultimo campione piloti uscente con Peugeot – e all'italiano Miki Biasion: grazie a questo trio la casa torinese egemonizza la stagione, dominando la classifica costruttori con 9 vittorie su tredici rally, mentre Kankkunen si riconferma campione del mondo – primo nella storia a difendere con successo il titolo – davanti ai due compagni di squadra.
Il team ufficiale Audi, pur vantando i titolati Hannu Mikkola e Walter Röhrl, non riesce a replicare i successi degli anni precedenti chiudendo così nei bassifondi della classifica piloti. Il marchio tedesco guadagna comunque punti con le squadre private che usano la vecchia Coupé quattro: il Clarion Team Europe con Per Eklund contribuisce con 26 punti, mentre Mig Linz e Georg Fischer aggiungono altri otto punti, permettendo alla casa di Ingolstadt di finire seconda assoluta nella classifica costruttori.
La squadra Philips Renault Elf delude le aspettative poiché i suoi piloti Jean Ragnotti e François Chatriot non riescono a inserirsi nelle posizioni di vertice, eccezion fatta per un secondo posto di Ragnotti in Portogallo. La Volkswagen prosegue il trend positivo della precedente stagione grazie a un costante Kenneth Eriksson, il vincitore del mondiale riservato alle vetture di Gruppo A nel 1986: alla guida della Golf GTI 16V lo svedese riesce addirittura a chiudere quarto nella classifica piloti, subito dietro ai tre alfieri Lancia, ma senza un'affidabile seconda guida la casa di Wolfsburg è superata nel mondiale costruttori, oltreché dalla casa italiana, anche da Audi e Renault.
Ritorna in pianta stabile la Ford, che si affida agli esperti Ari Vatanen e Stig Blomqvist, pur deludendo inizialmente con una poco competitiva Sierra XR 4x4; la macchina è sostituita solo nel finale di stagione dalla più performante Sierra RS Cosworth, che al contrario riesce a insidiare seriamente le Lancia negli ultimi appuntamenti.

## Squadre e piloti
| Squadra                          | Costruttore | Macchina                         | Gomme | Pilota            | Rally               |
| -------------------------------- | ----------- | -------------------------------- | ----- | ----------------- | ------------------- |
| Martini Lancia                   | Lancia      | Delta HF 4WD                     | P     | Juha Kankkunen    | 1–3, 6–7, 10, 13    |
| Martini Lancia                   | Lancia      | Delta HF 4WD                     | P     | Miki Biasion      | 1, 3, 5–7, 9, 12    |
| Martini Lancia                   | Lancia      | Delta HF 4WD                     | P     | Bruno Saby        | 1, 5, 12–13         |
| Martini Lancia                   | Lancia      | Delta HF 4WD                     | P     | Markku Alén       | 2–3, 6–7, 10, 12–13 |
| Martini Lancia                   | Lancia      | Delta HF 4WD                     | P     | Mikael Ericsson   | 2, 13               |
| Martini Lancia                   | Lancia      | Delta HF 4WD                     | P     | Vic Preston Jr    | 4                   |
| Martini Lancia                   | Lancia      | Delta HF 4WD                     | P     | Yves Loubet       | 5                   |
| Martini Lancia                   | Lancia      | Delta HF 4WD                     | P     | Franz Wittmann    | 8                   |
| Martini Lancia                   | Lancia      | Delta HF 4WD                     | P     | Jorge Recalde     | 9                   |
| Mazda Rally Team Europe          | Mazda       | 323 4WD                          | M     | Timo Salonen      | 1–3, 10, 13         |
| Mazda Rally Team Europe          | Mazda       | 323 4WD                          | M     | Ingvar Carlsson   | 1–3, 9–10           |
| Mazda Rally Team Europe          | Mazda       | 323 4WD                          | M     | Rod Millen        | 7                   |
| Philips Renault Elf              | Renault     | 11 Turbo                         | M     | Jean Ragnotti     | 1, 3, 5–6, 12       |
| Philips Renault Elf              | Renault     | 11 Turbo                         | M     | François Chatriot | 1, 3, 5–6, 12       |
| Philips Renault Elf              | Renault     | 11 Turbo                         | M     | Alain Oreille     | 5                   |
| Audi Sport                       | Audi        | 200 quattro Coupé quattro        | M     | Walter Röhrl      | 1, 4, 6             |
| Audi Sport                       | Audi        | 200 quattro Coupé quattro        | M     | Hannu Mikkola     | 4, 6, 10            |
| Audi Sport                       | Audi        | 200 quattro Coupé quattro        | M     | David Llewellin   | 13                  |
| Ford Motor Company               | Ford        | Sierra XR 4x4 Sierra RS Cosworth | P     | Stig Blomqvist    | 1–2, 4–5, 8, 10, 13 |
| Ford Motor Company               | Ford        | Sierra XR 4x4 Sierra RS Cosworth | P     | Kalle Grundel     | 1–2, 5              |
| Ford Motor Company               | Ford        | Sierra XR 4x4 Sierra RS Cosworth | P     | Carlos Sainz      | 3, 5, 13            |
| Ford Motor Company               | Ford        | Sierra XR 4x4 Sierra RS Cosworth | P     | Didier Auriol     | 5, 12               |
| Ford Motor Company               | Ford        | Sierra XR 4x4 Sierra RS Cosworth | P     | Ari Vatanen       | 10                  |
| Ford Motor Company               | Ford        | Sierra XR 4x4 Sierra RS Cosworth | P     | George Donaldson  | 13                  |
| Volkswagen Motorsport            | Volkswagen  | Golf GTI 16V                     | P     | Kenneth Eriksson  | 1–6, 8–9, 11, 13    |
| Volkswagen Motorsport            | Volkswagen  | Golf GTI 16V                     | P     | Erwin Weber       | 1, 3–4, 6, 9, 11    |
| Fuji Heavy Industries            | Subaru      | RX Turbo                         | D     | Per Eklund        | 1, 4                |
| Fuji Heavy Industries            | Subaru      | RX Turbo                         | D     | Harald Demuth     | 1                   |
| Fuji Heavy Industries            | Subaru      | RX Turbo                         | D     | Ari Vatanen       | 4                   |
| Fuji Heavy Industries            | Subaru      | RX Turbo                         | D     | Possum Bourne     | 4, 8, 13            |
| Jolly Club                       | Lancia      | Delta HF 4WD                     | P     | Alex Fiorio       | 1–3, 6–7, 10, 12    |
| Jolly Club                       | Lancia      | Delta HF 4WD                     | P     | Mikael Ericsson   | 6, 12               |
| Jolly Club                       | Lancia      | Delta HF 4WD                     | P     | Jorge Recalde     | 7                   |
| Jolly Club                       | Lancia      | Delta HF 4WD                     | P     | Pierangela Riva   | 12                  |
| GM Euro Sport                    | Opel        | Kadett GSi                       | M     | Mats Jonsson      | 2, 10, 13           |
| GM Euro Sport                    | Opel        | Kadett GSi                       | M     | Rauno Aaltonen    | 4                   |
| GM Euro Sport                    | Opel        | Kadett GSi                       | M     | Guy Fréquelin     | 5, 12               |
| GM Euro Sport                    | Opel        | Kadett GSi                       | M     | Sepp Haider       | 10, 12–13           |
| Toyota Team Europe               | Toyota      | Supra 3.0i Supra Turbo           | P     | Björn Waldegård   | 4, 7, 11            |
| Toyota Team Europe               | Toyota      | Supra 3.0i Supra Turbo           | P     | Lars-Erik Torph   | 4, 7, 11            |
| Toyota Team Europe               | Toyota      | Supra 3.0i Supra Turbo           | P     | Robin Ulyate      | 4, 11               |
| Nissan Motorsports International | Nissan      | 200SX                            | D     | Shekhar Mehta     | 4, 6–7, 11          |
| Nissan Motorsports International | Nissan      | 200SX                            | D     | Andrea Zanussi    | 4, 6                |
| Nissan Motorsports International | Nissan      | 200SX                            | D     | Mike Kirkland     | 4, 6, 11            |
| Nissan Motorsports International | Nissan      | 200SX                            | D     | Mikael Ericsson   | 7                   |
| Nissan Motorsports International | Nissan      | 200SX                            | D     | Per Eklund        | 7                   |
| Nissan Motorsports International | Nissan      | 200SX                            | D     | Paddy Davidson    | 8                   |
| Nissan Motorsports International | Nissan      | 200SX                            | D     | Alain Ambrosino   | 11                  |
| Rothmans Motul BMW               | BMW         | M3                               | M     | Bernard Béguin    | 5                   |
| Rothmans Motul BMW               | BMW         | M3                               | M     | Marc Duez         | 5                   |
| Mitsubishi Ralliart Europe       | Mitsubishi  | Starion Turbo                    | M     | Lasse Lampi       | 10                  |
| Mitsubishi Ralliart Europe       | Mitsubishi  | Starion Turbo                    | M     | Antero Laine      | 10                  |
| Mitsubishi Ralliart Europe       | Mitsubishi  | Starion Turbo                    | M     | Patrick Tauziac   | 11                  |

## Risultati
| #  | Rally                                                          | Tappe                          | # | Pilota           | Copilota                | Auto                    | Tempo        |
| -- | -------------------------------------------------------------- | ------------------------------ | - | ---------------- | ----------------------- | ----------------------- | ------------ |
| 1  | 55ème Rallye Automobile de Monte-Carlo (January 17–January 22) | 26 stages 571 km Tarmac        | 1 | Miki Biasion     | Tiziano Siviero         | Lancia Delta HF 4WD     | 7:39.50      |
| 1  | 55ème Rallye Automobile de Monte-Carlo (January 17–January 22) | 26 stages 571 km Tarmac        | 2 | Juha Kankkunen   | Juha Piironen           | Lancia Delta HF 4WD     | 7:40.49      |
| 1  | 55ème Rallye Automobile de Monte-Carlo (January 17–January 22) | 26 stages 571 km Tarmac        | 3 | Walter Röhrl     | Christian Geistdörfer   | Audi 200 quattro        | 7:44.00      |
|    |                                                                |                                |   |                  |                         |                         |              |
| 2  | 37th International Swedish Rally (February 13–February 14)     | 26 stages 400 km Snow/Ice      | 1 | Timo Salonen     | Seppo Harjanne          | Mazda 323 4WD           | 4:11.00      |
| 2  | 37th International Swedish Rally (February 13–February 14)     | 26 stages 400 km Snow/Ice      | 2 | Mikael Ericsson  | Claes Billstam          | Lancia Delta HF 4WD     | 4:11.23      |
| 2  | 37th International Swedish Rally (February 13–February 14)     | 26 stages 400 km Snow/Ice      | 3 | Juha Kankkunen   | Juha Piironen           | Lancia Delta HF 4WD     | 4:12.46      |
|    |                                                                |                                |   |                  |                         |                         |              |
| 3  | 20º Rallye de Portugal Vinho do Porto (March 11–March 14)      | 37 stages 597 km Gravel/Tarmac | 1 | Markku Alén      | Ilkka Kivimäki          | Lancia Delta HF 4WD     | 7:50.44      |
| 3  | 20º Rallye de Portugal Vinho do Porto (March 11–March 14)      | 37 stages 597 km Gravel/Tarmac | 2 | Jean Ragnotti    | Pierre Thimonier        | Renault 11 Turbo        | 7:12.32      |
| 3  | 20º Rallye de Portugal Vinho do Porto (March 11–March 14)      | 37 stages 597 km Gravel/Tarmac | 3 | Kenneth Eriksson | Peter Diekmann          | Volkswagen Golf GTI 16V | 7:14.37      |
|    |                                                                |                                |   |                  |                         |                         |              |
| 4  | 34th Marlboro Safari Rally (April 16–April 20)                 | 83 controls 4011 km Gravel     | 1 | Hannu Mikkola    | Arne Hertz              | Audi 200 quattro        | 3:39.44      |
| 4  | 34th Marlboro Safari Rally (April 16–April 20)                 | 83 controls 4011 km Gravel     | 2 | Walter Röhrl     | Christian Geistdörfer   | Audi 200 quattro        | 3:56.59      |
| 4  | 34th Marlboro Safari Rally (April 16–April 20)                 | 83 controls 4011 km Gravel     | 3 | Lars-Erik Torph  | Benny Melander          | Toyota Supra Turbo      | 4:31.09      |
|    |                                                                |                                |   |                  |                         |                         |              |
| 5  | 31ème Tour de Corse - Rallye de France (May 7–May 9)           | 24 stages 619 km Tarmac        | 1 | Bernard Béguin   | Jean-Jacques Lenne      | BMW M3                  | 7:22.30      |
| 5  | 31ème Tour de Corse - Rallye de France (May 7–May 9)           | 24 stages 619 km Tarmac        | 2 | Yves Loubet      | Jean-Bernard Vieu       | Lancia Delta HF 4WD     | 7:24.38      |
| 5  | 31ème Tour de Corse - Rallye de France (May 7–May 9)           | 24 stages 619 km Tarmac        | 3 | Miki Biasion     | Tiziano Siviero         | Lancia Delta HF 4WD     | 7:24.58      |
|    |                                                                |                                |   |                  |                         |                         |              |
| 6  | 34rd Acropolis Rally (May 31–3)                                | 33 stages 538 km Gravel        | 1 | Markku Alén      | Ilkka Kivimäki          | Lancia Delta HF 4WD     | 7:25.57      |
| 6  | 34rd Acropolis Rally (May 31–3)                                | 33 stages 538 km Gravel        | 2 | Juha Kankkunen   | Juha Piironen           | Lancia Delta HF 4WD     | 7:26.45      |
| 6  | 34rd Acropolis Rally (May 31–3)                                | 33 stages 538 km Gravel        | 3 | Hannu Mikkola    | Arne Hertz              | Audi 200 quattro        | 7:31.21      |
|    |                                                                |                                |   |                  |                         |                         |              |
| 7  | 22nd Olympus Rally (26-29 giugno)                              | 42 stages 540 km Gravel        | 1 | Juha Kankkunen   | Juha Piironen           | Lancia Delta HF 4WD     | 5:59.24      |
| 7  | 22nd Olympus Rally (26-29 giugno)                              | 42 stages 540 km Gravel        | 2 | Miki Biasion     | Tiziano Siviero         | Lancia Delta HF 4WD     | 5:59.36      |
| 7  | 22nd Olympus Rally (26-29 giugno)                              | 42 stages 540 km Gravel        | 3 | Markku Alén      | Ilkka Kivimäki          | Lancia Delta HF 4WD     | 6:00.06      |
|    |                                                                |                                |   |                  |                         |                         |              |
| 8  | 17th AWA Clarion Rally New Zealand (11-14 luglio)              | 36 stages 593 km Gravel        | 1 | Franz Wittmann   | Jörg Pattermann         | Lancia Delta HF 4WD     | 6:56.00      |
| 8  | 17th AWA Clarion Rally New Zealand (11-14 luglio)              | 36 stages 593 km Gravel        | 2 | Kenneth Eriksson | Peter Diekmann          | Volkswagen Golf GTI 16V | 6:56.47      |
| 8  | 17th AWA Clarion Rally New Zealand (11-14 luglio)              | 36 stages 593 km Gravel        | 3 | Possum Bourne    | Michael Eggleton        | Subaru Leone 1800 RX    | 7:04.25      |
|    |                                                                |                                |   |                  |                         |                         |              |
| 9  | 7º Marlboro Rally Argentina (4-8 agosto)                       | 26 stages 596 km Gravel        | 1 | Miki Biasion     | Tiziano Siviero         | Lancia Delta HF 4WD     | 7:10.27      |
| 9  | 7º Marlboro Rally Argentina (4-8 agosto)                       | 26 stages 596 km Gravel        | 2 | Jorge Recalde    | Jorge del Buono         | Lancia Delta HF 4WD     | 7:11.28      |
| 9  | 7º Marlboro Rally Argentina (4-8 agosto)                       | 26 stages 596 km Gravel        | 3 | Erwin Weber      | Matthias Feltz          | Volkswagen Golf GTI 16V | 7:37.11      |
|    |                                                                |                                |   |                  |                         |                         |              |
| 10 | 37th 1000 Lakes Rally (27-30 agosto)                           | 52 stages 494 km Gravel        | 1 | Markku Alén      | Ilkka Kivimäki          | Lancia Delta HF 4WD     | 5:12.22      |
| 10 | 37th 1000 Lakes Rally (27-30 agosto)                           | 52 stages 494 km Gravel        | 2 | Ari Vatanen      | Terry Harryman          | Ford Sierra RS Cosworth | 5:17.54      |
| 10 | 37th 1000 Lakes Rally (27-30 agosto)                           | 52 stages 494 km Gravel        | 3 | Stig Blomqvist   | Bruno Berglund          | Ford Sierra RS Cosworth | 5:18.51      |
|    |                                                                |                                |   |                  |                         |                         |              |
| 11 | 19ème Rallye Côte d'Ivoire (22-26 settembre)                   | 29 controls 3831 km Gravel     | 1 | Kenneth Eriksson | Peter Diekmann          | Volkswagen Golf GTI 16V | +48.57 pen   |
| 11 | 19ème Rallye Côte d'Ivoire (22-26 settembre)                   | 29 controls 3831 km Gravel     | 2 | Shekhar Mehta    | Rob Combes              | Nissan 200SX            | +1:09.18 pen |
| 11 | 19ème Rallye Côte d'Ivoire (22-26 settembre)                   | 29 controls 3831 km Gravel     | 3 | Erwin Weber      | Matthias Feltz          | Volkswagen Golf GTI 16V | +2:05.56 pen |
|    |                                                                |                                |   |                  |                         |                         |              |
| 12 | 29º Rallye Sanremo (12-15 ottobre)                             | 38 stages 529 km Gravel/Tarmac | 1 | Miki Biasion     | Tiziano Siviero         | Lancia Delta HF 4WD     | 6:09.19      |
| 12 | 29º Rallye Sanremo (12-15 ottobre)                             | 38 stages 529 km Gravel/Tarmac | 2 | Bruno Saby       | Jean-François Fauchille | Lancia Delta HF 4WD     | 6:14.30      |
| 12 | 29º Rallye Sanremo (12-15 ottobre)                             | 38 stages 529 km Gravel/Tarmac | 3 | Jean Ragnotti    | Pierre Thimonier        | Renault 11 Turbo        | 6:16.55      |
|    |                                                                |                                |   |                  |                         |                         |              |
| 13 | 36th Lombard RAC Rally (22-25 novembre)                        | 47 stages 539 km Gravel/Tarmac | 1 | Juha Kankkunen   | Juha Piironen           | Lancia Delta HF 4WD     | 5:26.36      |
| 13 | 36th Lombard RAC Rally (22-25 novembre)                        | 47 stages 539 km Gravel/Tarmac | 2 | Stig Blomqvist   | Bruno Berglund          | Ford Sierra RS Cosworth | 5:29.48      |
| 13 | 36th Lombard RAC Rally (22-25 novembre)                        | 47 stages 539 km Gravel/Tarmac | 3 | Jimmy McRae      | Ian Grindrod            | Ford Sierra RS Cosworth | 5:33.15      |
|    |                                                                |                                |   |                  |                         |                         |              |

1. 1 2  Evento non incluso nel campionato costruttori

## Classifiche

### Costruttori
| #  | Scuderia   | Rally | Rally | Rally | Rally | Rally | Rally | Rally | Rally | Rally | Rally | Rally | Tot. |
| -- | ---------- | ----- | ----- | ----- | ----- | ----- | ----- | ----- | ----- | ----- | ----- | ----- | ---- |
|    |            | MON   | SWE   | POR   | KEN   | FRA   | GRC   | USA   | ARG   | FIN   | ITA   | GBR   |      |
| 1  | Lancia     | 20    | -     | 20    | -     | -     | 20    | 20    | 20    | 20    | 20    | -     | 140  |
| 2  | Audi       | 14    | 6     | 8     | 20    | -     | 14    | -     | -     | 12    | -     | 8     | 82   |
| 3  | Renault    | 8     | -     | 17    | -     | 12    | 10    | -     | 10    | -     | 14    | -     | 71   |
| 4  | Volkswagen | 10    | 4     | 14    | 12    | -     | 8     | -     | 14    | -     | -     | 2     | 64   |
| 5  | Ford       | -     | 8     | 2     | -     | 6     | -     | -     | -     | 17    | 12    | 17    | 62   |
| 6  | Mazda      | 12    | 20    | -     | -     | -     | -     | 12    | -     | 8     | -     | -     | 52   |
| 7  | Toyota     | -     | -     | -     | 14    | -     | -     | 8     | -     | -     | -     | -     | 22   |
| 8  | BMW        | -     | -     | -     | -     | 20    | -     | -     | -     | -     | -     | -     | 20   |
| 9  | Opel       | -     | -     | -     | 2     | -     | -     | -     | -     | -     | 8     | 6     | 16   |
| 10 | Subaru     | 1     | -     | -     | 10    | -     | -     | -     | -     | -     | -     | 1     | 12   |
| 11 | Nissan     | -     | -     | -     | 4     | -     | 1     | 4     | -     | -     | -     | -     | 9    |
| 12 | FIAT       | -     | -     | 1     | -     | -     | -     | -     | 4     | -     | -     | -     | 5    |

### Piloti
| #  | Scuderia           | Rally | Rally | Rally | Rally | Rally | Rally | Rally | Rally | Rally | Rally | Rally | Rally | Rally | Tot. |
| -- | ------------------ | ----- | ----- | ----- | ----- | ----- | ----- | ----- | ----- | ----- | ----- | ----- | ----- | ----- | ---- |
|    |                    | MON   | SWE   | POR   | KEN   | FRA   | GRC   | USA   | NZL   | ARG   | FIN   | CIV   | ITA   | GBR   |      |
| 1  | Juha Kankkunen     | 15    | 12    | 10    | -     | -     | 15    | 20    | -     | -     | 8     | -     | -     | 20    | 100  |
| 2  | Miki Biasion       | 20    | -     | 3     | -     | 12    | 4     | 15    | -     | 20    | -     | -     | 20    | -     | 94   |
| 3  | Markku Alén        | -     | 8     | 20    | -     | -     | 20    | 12    | -     | -     | 20    | -     | -     | 8     | 88   |
| 4  | Kenneth Eriksson   | 8     | 3     | 12    | -     | -     | -     | -     | 15    | 10    | -     | 20    | -     | 2     | 70   |
| 5  | Jean Ragnotti      | 6     | -     | 15    | -     | 10    | 8     | -     | -     | -     | -     | -     | 12    | -     | 51   |
| 6  | Erwin Weber        | 4     | -     | -     | 10    | -     | 6     | -     | -     | 12    | -     | 12    | -     | -     | 44   |
| 7  | Stig Blomqvist     | -     | 6     | -     | -     | -     | -     | -     | -     | -     | 12    | -     | -     | 15    | 33   |
| 8  | Hannu Mikkola      | -     | -     | -     | 20    | -     | 12    | -     | -     | -     | -     | -     | -     | -     | 32   |
| 9  | Jorge Recalde      | -     | -     | 1     | -     | -     | 10    | 4     | -     | 16    | -     | -     | -     | -     | 30   |
| 10 | Mikael Ericsson    | -     | 15    | -     | -     | -     | -     | -     | -     | -     | -     | -     | 3     | 10    | 28   |
| 11 | Walter Röhrl       | 12    | -     | -     | 15    | -     | -     | -     | -     | -     | -     | -     | -     | -     | 27   |
| 12 | Per Eklund         | 1     | 4     | -     | 8     | -     | -     | 2     | -     | -     | 10    | -     | -     | -     | 25   |
| 13 | François Chatriot  | 3     | -     | 8     | -     | 8     | 3     | -     | -     | -     | -     | -     | -     | -     | 22   |
| 14 | Timo Salonen       | -     | 20    | -     | -     | -     | -     | -     | -     | -     | -     | -     | -     | -     | 20   |
| 14 | Bernard Béguin     | -     | -     | -     | -     | 20    | -     | -     | -     | -     | -     | -     | -     | -     | 20   |
| 14 | Franz Wittmann     | -     | -     | -     | -     | -     | -     | -     | 20    | -     | -     | -     | -     | -     | 20   |
| 17 | Ingvar Carlsson    | 10    | 10    | -     | -     | -     | -     | -     | -     | -     | -     | -     | -     | -     | 20   |
| 18 | Shekhar Mehta      | -     | -     | -     | -     | -     | -     | 3     | -     | -     | -     | 15    | -     | -     | 18   |
| 19 | Ari Vatanen        | -     | -     | -     | 1     | -     | -     | -     | -     | -     | 15    | -     | -     | -     | 16   |
| 20 | Yves Loubet        | -     | -     | -     | -     | 15    | -     | -     | -     | -     | -     | -     | -     | -     | 15   |
| 20 | Bruno Saby         | -     | -     | -     | -     | -     | -     | -     | -     | -     | -     | -     | 15    | -     | 15   |
| 22 | Didier Auriol      | -     | -     | -     | -     | 3     | -     | -     | -     | -     | -     | -     | 10    | -     | 13   |
| 23 | Lars-Erik Torph    | -     | -     | -     | 12    | -     | -     | -     | -     | -     | -     | -     | -     | -     | 12   |
| 23 | 'Possum' Bourne    | -     | -     | -     | -     | -     | -     | -     | 12    | -     | -     | -     | -     | -     | 12   |
| 23 | Jimmy McRae        | -     | -     | -     | -     | -     | -     | -     | -     | -     | -     | -     | -     | 12    | 12   |
| 26 | Rod Millen         | -     | -     | -     | -     | -     | -     | 10    | -     | -     | -     | -     | -     | -     | 10   |
| 26 | Tony Teesdale      | -     | -     | -     | -     | -     | -     | -     | 10    | -     | -     | -     | -     | -     | 10   |
| 26 | Patrick Tauziac    | -     | -     | -     | -     | -     | -     | -     | -     | -     | -     | 10    | -     | -     | 10   |
| 29 | Paolo Alessandrini | -     | -     | -     | -     | -     | -     | 8     | -     | -     | -     | -     | 2     | -     | 10   |
| 30 | Rudi Stohl         | -     | -     | 4     | 4     | -     | 2     | -     | -     | -     | -     | -     | -     | -     | 10   |
| 31 | David Officer      | -     | -     | -     | -     | -     | -     | -     | 8     | -     | -     | -     | -     | -     | 8    |
| 31 | Gabriel Raies      | -     | -     | -     | -     | -     | -     | -     | -     | 8     | -     | -     | -     | -     | 8    |
| 31 | Patrick Copetti    | -     | -     | -     | -     | -     | -     | -     | -     | -     | -     | 8     | -     | -     | 8    |
| 31 | Fabrizio Tabaton   | -     | -     | -     | -     | -     | -     | -     | -     | -     | -     | -     | 8     | -     | 8    |
| 35 | Carlos Sainz       | -     | -     | -     | -     | 4     | -     | -     | -     | -     | -     | -     | -     | 3     | 7    |
| 36 | Georg Fischer      | -     | -     | 6     | -     | -     | -     | -     | -     | -     | -     | -     | -     | -     | 6    |
| 36 | Robin Ulyate       | -     | -     | -     | 6     | -     | -     | -     | -     | -     | -     | -     | -     | -     | 6    |
| 36 | Marc Duez          | -     | -     | -     | -     | 6     | -     | -     | -     | -     | -     | -     | -     | -     | 6    |
| 36 | Björn Waldegård    | -     | -     | -     | -     | -     | -     | 6     | -     | -     | -     | -     | -     | -     | 6    |
| 36 | Ken Adamson        | -     | -     | -     | -     | -     | -     | -     | 6     | -     | -     | -     | -     | -     | 6    |
| 36 | Paulo Lemos        | -     | -     | -     | -     | -     | -     | -     | -     | 6     | -     | -     | -     | -     | 6    |
| 36 | Thorbjörn Edling   | -     | -     | -     | -     | -     | -     | -     | -     | -     | 6     | -     | -     | -     | 6    |
| 36 | Adolphe Choteau    | -     | -     | -     | -     | -     | -     | -     | -     | -     | -     | 6     | -     | -     | 6    |
| 36 | Guy Fréquelin      | -     | -     | -     | -     | -     | -     | -     | -     | -     | -     | -     | 6     | -     | 6    |
| 36 | David Llewellin    | -     | -     | -     | -     | -     | -     | -     | -     | -     | -     | -     | -     | 6     | 6    |
| 46 | Stuart Weeber      | -     | -     | -     | -     | -     | -     | -     | 4     | -     | -     | -     | -     | -     | 4    |
| 46 | Jorge Fleck        | -     | -     | -     | -     | -     | -     | -     | -     | 4     | -     | -     | -     | -     | 4    |
| 46 | Sebastian Lindholm | -     | -     | -     | -     | -     | -     | -     | -     | -     | 4     | -     | -     | -     | 4    |
| 46 | Martial Yacé       | -     | -     | -     | -     | -     | -     | -     | -     | -     | -     | 4     | -     | -     | 4    |
| 46 | Alex Fiorio        | -     | -     | -     | -     | -     | -     | -     | -     | -     | -     | -     | 4     | -     | 4    |
| 46 | Mats Jonsson       | -     | -     | -     | -     | -     | -     | -     | -     | -     | -     | -     | -     | 4     | 4    |
| 52 | Mike Kirkland      | -     | -     | -     | 3     | -     | 1     | -     | -     | -     | -     | -     | -     | -     | 4    |
| 53 | Simon Davies       | -     | -     | -     | -     | -     | -     | -     | 3     | -     | -     | -     | -     | -     | 3    |
| 53 | Jorge Bescham      | -     | -     | -     | -     | -     | -     | -     | -     | 3     | -     | -     | -     | -     | 3    |
| 53 | Tomi Palmqvist     | -     | -     | -     | -     | -     | -     | -     | -     | -     | 3     | -     | -     | -     | 3    |
| 53 | Alessandro Molino  | -     | -     | -     | -     | -     | -     | -     | -     | -     | -     | 3     | -     | -     | 3    |
| 57 | Erik Johansson     | -     | 1     | -     | -     | -     | -     | -     | -     | -     | 2     | -     | -     | -     | 3    |
| 58 | Bertrand Balas     | 2     | -     | -     | -     | -     | -     | -     | -     | -     | -     | -     | -     | -     | 2    |
| 58 | Bror Danielsson    | -     | 2     | -     | -     | -     | -     | -     | -     | -     | -     | -     | -     | -     | 2    |
| 58 | Joaquim Santos     | -     | -     | 2     | -     | -     | -     | -     | -     | -     | -     | -     | -     | -     | 2    |
| 58 | Rauno Aaltonen     | -     | -     | -     | 2     | -     | -     | -     | -     | -     | -     | -     | -     | -     | 2    |
| 58 | Alain Oreille      | -     | -     | -     | -     | 2     | -     | -     | -     | -     | -     | -     | -     | -     | 2    |
| 58 | Kouichi Hazu       | -     | -     | -     | -     | -     | -     | -     | 2     | -     | -     | -     | -     | -     | 2    |
| 58 | Ernesto Soto       | -     | -     | -     | -     | -     | -     | -     | -     | 2     | -     | -     | -     | -     | 2    |
| 58 | Fredrik Donner     | -     | -     | -     | -     | -     | -     | -     | -     | -     | -     | 2     | -     | -     | 2    |
| 66 | Laurent Poggi      | -     | -     | -     | -     | 1     | -     | -     | -     | -     | -     | -     | -     | -     | 1    |
| 66 | Clive Smith        | -     | -     | -     | -     | -     | -     | 1     | -     | -     | -     | -     | -     | -     | 1    |
| 66 | Grant Goile        | -     | -     | -     | -     | -     | -     | -     | 1     | -     | -     | -     | -     | -     | 1    |
| 66 | Alejandro Schmauk  | -     | -     | -     | -     | -     | -     | -     | -     | 1     | -     | -     | -     | -     | 1    |
| 66 | Timo Heinonen      | -     | -     | -     | -     | -     | -     | -     | -     | -     | 1     | -     | -     | -     | 1    |
| 66 | Lambert Kouame     | -     | -     | -     | -     | -     | -     | -     | -     | -     | -     | 1     | -     | -     | 1    |
| 66 | Sepp Haider        | -     | -     | -     | -     | -     | -     | -     | -     | -     | -     | -     | 1     | -     | 1    |
| 66 | Roger Ericsson     | -     | -     | -     | -     | -     | -     | -     | -     | -     | -     | -     | -     | 1     | 1    |

## Sistema di punteggio
Piloti
| 1° | 2° | 3° | 4° | 5° | 6° | 7° | 8° | 9° | 10° |
| -- | -- | -- | -- | -- | -- | -- | -- | -- | --- |
| 20 | 17 | 14 | 12 | 10 | 8  | 6  | 4  | 2  | 1   |